# ヨーロッパジェネット
ヨーロッパジェネット（Genetta genetta）は、哺乳綱食肉目ジャコウネコ科に分類される食肉類。ジェネット属の模式種。狭義にはヨーロッパと北アフリカなどに分布する種を指し、サハラ以南のアフリカとアラビア半島南西部の個体群をアフリカゴマフジェネット（Genetta felina）として別種とする説もある。

## 分布
アフリカ原産でヨーロッパに移入された。アフリカの広範囲に分布し、サハラ砂漠の北とサハラ以南から南アフリカまでのサバンナ、アラビア、イエメン、オマーンの海岸沿いに広く分布する。
模式産地はスペイン。

## 形態
頭胴長（体長）42 - 63センチメートル、尾長39 - 53センチメートル、体重1 - 2.4キログラム。胴部には斑点模様があり、尾部には帯状模様がある。若干出し入れ可能な爪を用いて、木登りが上手い。

## 分類
学名はフランス語でジェネット類を指す語に由来するとする説、ギリシャ語で「小さいクマ」の意があるとする説、アラビア語の「Djarnet」に由来するとする説がある。
以下の亜種の分類は、Wozencraft (2005) に従う。
Genetta genetta genetta (Linnaeus, 1758)ヨーロッパ
Genetta genetta afra F. G. Cuvier, 1825北アフリカ
Genetta genetta dongolana Hemprich and Ehrenberg, 1832アラビア半島南西部、エチオピア、ケニア、ソマリア（別種G. felinaに含める説もある）
Genetta genetta felina (Thunberg, 1811)アンゴラ、ナミビア、南アフリカ、ザンビア（別種G. felinaとする説もある）
Genetta genetta senegalensis J. B. Fischer, 1829セネガルからスーダンにかけて（別種G. felinaに含める説もある）
サハラ砂漠を境界として2種に分け、亜種G. g. dongolanaやG. g. senegalensisをアフリカゴマフジェネットG. felinaに含める説もあるが、Gaubert et al. (2005) の分類では亜種G. g. felinaのみを独立種として認めている。分子系統解析では、アフリカゴマフジェネットを含む本種はオオブチジェネットG. maculataなどを内群に含んだ側系統群とされ、アンゴラジェネットG. angolensisがアフリカゴマフジェネットの姉妹群となり、狭義の本種がこれらの外群となる結果が得られている。

## 生態
雑食性で、狩りは夕暮れから夜間に行う。糞尿によるマーキングで縄張りを主張する。茂みや木の根の間などに巣穴をつくる。単独性。1年に2回繁殖する。妊娠期間は70日で、産子数は2～3。

## 人間との関係
イエネコが普及する以前の古代ギリシャや古代ローマでは、ネズミなどの害獣を捕獲する益獣として飼育されていた。
狩猟鳥やニワトリなどの家禽を襲う害獣とされ、駆除されることもある。毛皮が衣類に利用されている。